# Delage Type D.8.120

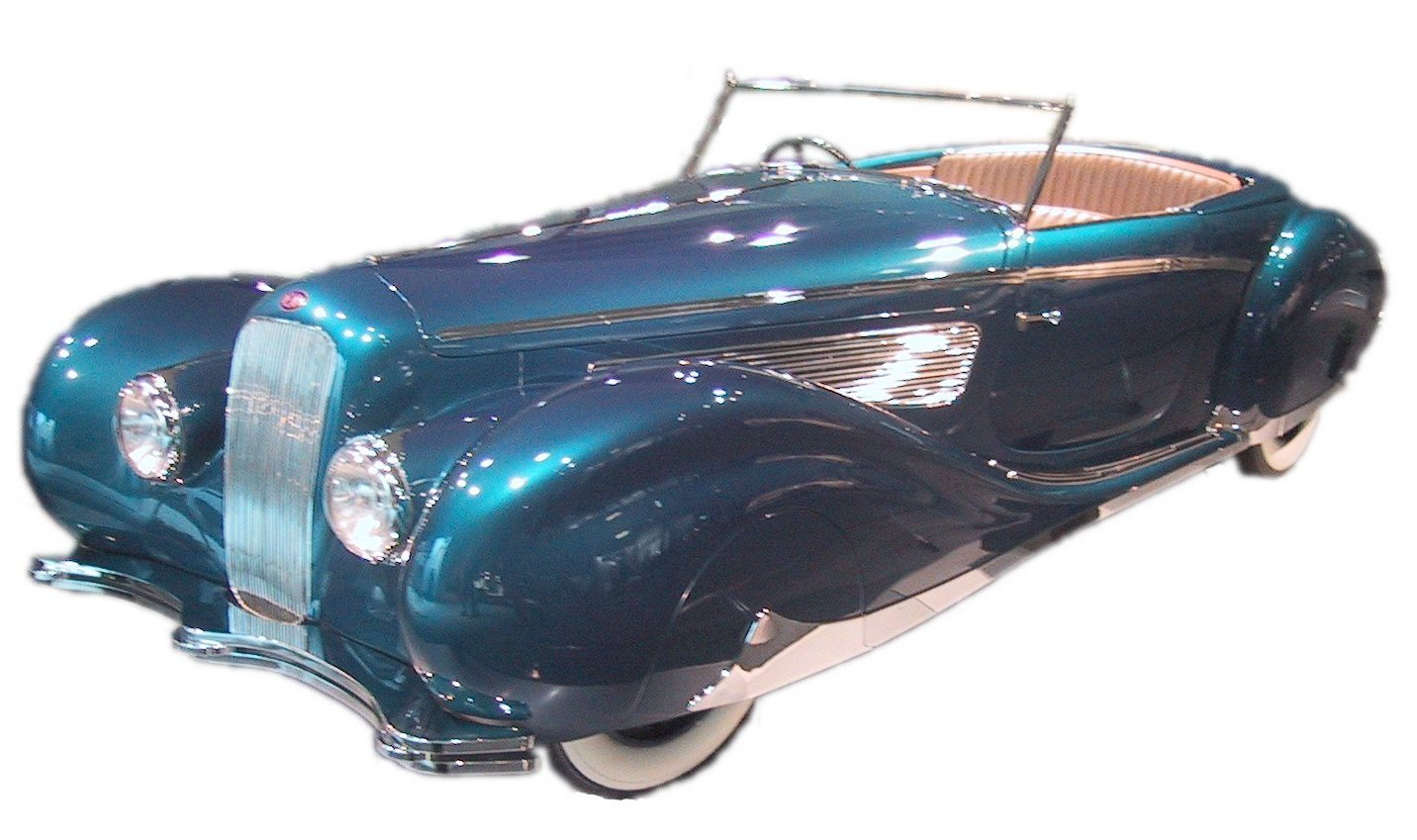
Delage Type D.8.120 mit einer moderneren Karosserie

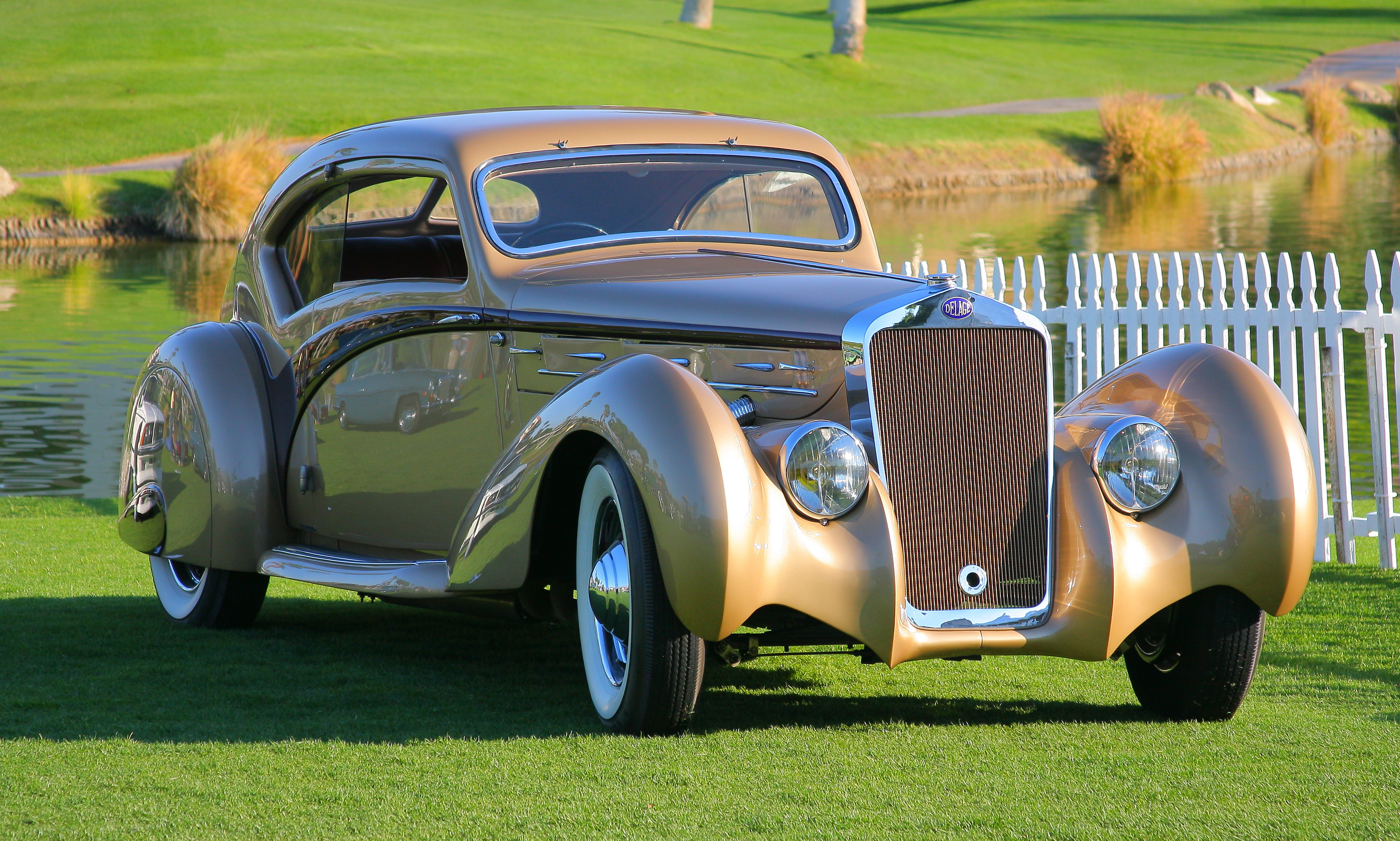
Delage Type D.8.120 als Coupé

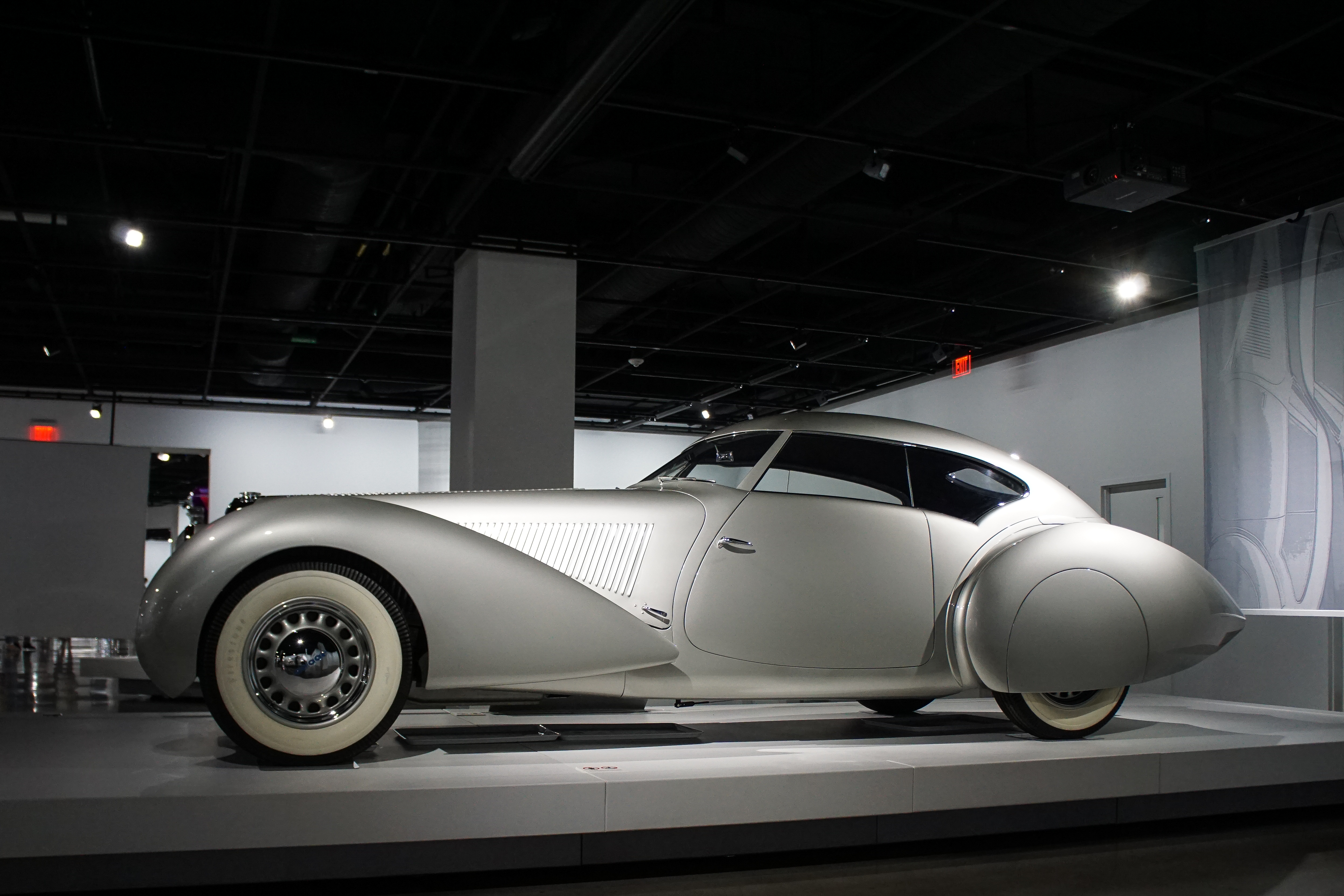
Delage Type D.8.120 S als Coupé von Pourtout

Der Delage Type D.8.120 sowie die davon abgeleitete Version Delage Type D.8.120 S waren Pkw-Modelle der französischen Marke Delage. Es gibt auch die Schreibweise Delage Type D8.120. Die Bedeutung der 120 ist unklar. Für ähnlich benannte Modelle siehe Delage Type D.8.

## Beschreibung
Die nationale Zulassungsbehörde prüfte das Fahrzeug mit der Nummer 50.774 und erteilte am 7. August 1936 die Genehmigung. Außerdem wurde von der Version S das Fahrzeug mit der Nummer 51.620 geprüft und am 8. November 1937 zugelassen. Es ist unklar, ob S für Sport stand. Zeitlich folgte der S auf die Normalversion. Delage bot das erste Modell von 1936 bis 1937 und den S von 1938 bis 1939 an. Vorgänger war der Delage Type D.8. Es gab keinen Nachfolger.
Ein Achtzylindermotor trieb die Fahrzeuge an. Er hatte zunächst 80 mm Bohrung und 107 mm Hub. Das ergab 4303 cm³ Hubraum, eine Einstufung mit 24 Cheval fiscal und 105 PS Leistung. Die zweite Version hatte 84 mm Bohrung, dadurch 4744 cm³ Hubraum, 27 CV und 120 PS. Die Motordaten entsprechend weitgehend dem Delage Type D.8.100.
Das Fahrgestell hatte anfangs 1500 mm und beim S 1490 mm Spurweite. Der Radstand betrug 3350 mm. Die Fahrzeuge waren 1760 mm breit. Sie wogen zwischen 1730 kg und 1850 kg. Als Aufbauten sind Limousine mit zwei und vier Türen, Coupé, Cabriolet und Roadster bekannt.

## Einstufung im französischen Steuer- und Versicherungssystem
Der 4,3-Liter-Motor war als 24 CV eingestuft, der größere 4,7-Liter mit 27 CV.

## Renneinsätze
Für die Rallye Monte Carlo 1938 wurden werksseitig zwei Fahrzeuge vorbereitet. Sie erhielten besonders leichte Karosserien. Eingesetzt wurde aber nur ein Fahrzeug. Das Team Alin und Marcel Lesurque starteten in Athen. Sie erreichten Rang 50.

## Stückzahlen und überlebende Fahrzeuge
Peter Jacobs vom Delage Register of Great Britain erstellte im Oktober 2006 eine Übersicht über Produktionszahlen und die Anzahl von Fahrzeugen, die noch existieren. Seine Angaben zu den Bauzeiten weichen in einigen Fällen von den Angaben der Buchautoren ab. Stückzahlen zu den Modellen nach der Übernahme durch Automobiles Delahaye sind unbekannt. Für den Type D.8.120 gibt er abweichend die Bauzeit von 1936 bis 1939 an und 38 existierende Fahrzeuge. Für den Type D.8.120 S bestätigt er 1938 bis 1939 und nennt sieben überlebende Fahrzeuge.

## Auktionen
Gooding & Company versteigerte im August 2013 ein 1937er Cabriolet von Ateliers Henri Chapron für 770.000 US-Dollar.
Artcurial erzielte am 9. Februar 2018 für ein vergleichbares 1938er Fahrzeug 536.400 Euro.
Bonhams bot am 7. Februar 2019 ein anderes Chapron-Cabriolet von 1937 an, erwartete einen Preis von 650.000 bis 750.000 Euro, konnte das Fahrzeug aber nicht versteigern.